# Lalawélé Atakora
Lalawele "Lala" Atakora, född 9 november 1990 i Lomé, är en togolesisk fotbollsspelare som spelar för franska Ouest Tourangeau.

## Klubbkarriär
Han värvades 2009 av norska Fredrikstad FK och spelade två matcher för klubben i Tippeligaen i slutet av säsongen. Fredrikstad åkte ur högsta serien och Atakora lånades ut till IFK Värnamo i division 1 södra under vårsäsongen 2010 där han spelade elva matcher och noterades för tre mål. I augusti återvände han till Fredrikstad och spelade fem matcher för dem i Adeccoligaen.
Den 18 augusti 2011 skrev Atakora på ett kontrakt som gäller säsongen 2011 ut med option på förlängning med AIK.
När brist på speltid var ett faktum vart Atakora utlånad till Balıkesirspor, lånet sträcker sig till juli 2014 med en köpoption.
Den 26 juni meddelande AIK att Atakora återvänder till klubben efter sin lyckade säsong i den turkiska ligan.
Den 14 januari 2015 blev Atakora klar för Helsingborgs IF.
I mars 2021 värvades Atakora av division 2-klubben Syrianska FC.

## Landslagskarriär
Han representerade Togo i U17-VM 2007 i Sydkorea och spelade samtliga tre gruppspelsmatcher och gjorde ett mål.
Under 2011 spelade han för Togo i WAFU Nations Cup, ett västafrikanskt mästerskap. Togo vann finalen mot Nigeria med 3-2 och Lalawelé blev matchvinnare med sina två mål och en assist.

## Karriärstatistik
| Säsong             | Klubb              | Division           | Liga    | Liga | Cup     | Cup | Totalt  | Totalt |
| Säsong             | Klubb              | Division           | Matcher | Mål  | Matcher | Mål | Matcher | Mål    |
| ------------------ | ------------------ | ------------------ | ------- | ---- | ------- | --- | ------- | ------ |
| 2009               | Fredrikstad        | Tippeligaen        | 2       | 0    | 0       | 0   | 2       | 0      |
| 2010               | Fredrikstad        | Adeccoligaen       | 5       | 0    | 0       | 0   | 5       | 0      |
| 2011               | AIK                | Allsvenskan        | 7       | 1    | 0       | 0   | 7       | 1      |
| Totalt i karriären | Totalt i karriären | Totalt i karriären | 14      | 1    | 0       | 0   | 14      | 1      |

## Meriter
- Utsågs 2008 till den bäste spelaren i sin åldersgrupp i Afrika.